# Златибор
Златибор је планина и парк природе у Србији која се простире на површини од око 1.000 km², дугачка је 55 km, а широка и до 20 km.
Пружа се правцем сјеверозапад–југоисток. Највиши врх је Торник (1.496 m). Златибор се простире између 43° 31' N и 43° 51' N, и између 19° 28' E и 19° 56' E. Познато је љетовалиште и зимовалиште, као и климатско љечилиште. Златибор се налази на сјевером дијелу области Стари Влах, граничне области између Рашке, Херцеговине и Полимља. Обухвата предјеле три општине Републике Србије: Чајетину и један део општине Ужице (Креманска област) северни Златибор и један мањи део општине Нове Вароши (Муртеничка област) јужни Златибор. Административни центар Златибора је варошица Чајетина.
Јужна и источна граница Златибора су ријеке Увац и Велики Рзав. На западу се Златибор граничи са Босном и Херцеговином, селима Мокром Гором, Семегњевом и Јабланицом. Златибор је одувијек имао велики погранични значај. На брду Цигли код Јабланице и данас се распознаје граница Србије са двјема царевинама – Аустроугарском и Турском.
Златибор се налази на пола пута од Београда до Црногорског и Дубровачког приморја. Преко њега прелазе многи значајни магистрални путеви и пруге, међу којима је и пруга Београд—Бар. Најближи већи град је Ужице.

## Порекло имена
Постоји више претпоставки којима се објашњава порекло имена Златибор. У средњем вијеку, овај крај се налазио у оквиру жупе Рујно, административне области Рашке, па је и цијели Златибор носио такво име. Оно потиче од кржљаве биљке руја која се користила за бојење (штављење) коже и извозила се у Дубровник, а данас расте по селима Семегњеву, Стублу и Увцу. Од 18. вијека, све више се користи назив Златибор, а и 1855. године је, приликом нове административне подјеле Србије, Рујански срез подијељен на Ариљски и Златиборски, па име Златибор доспијева и у званична документа. Прве писане трагове о називу Златибор имамо у извештајима које су у току Првог српског устанка одавде слали устаници. Такође је извесно да га писци тих извештаја нису измислили већ је он неко време и пре тога био у оптицају, али не зна се колико дуго. Слободна је претпоставка да је то од друге половине 18. века.
Постоје три предања о постанку имена Златибора. Извјесно је да је то име настало од ријечи злато, односно златни и бор, али не зна се на који начин. Једно каже да је име Златибора настало од златне боје његових пашњака, што није сасвим вјероватно, јер златиборски пашњаци нису толико стари, и ово предање не објашњава откуд ријеч бор у имену Златибора; друго предање каже да су се досељеници из Црне Горе и Херцеговине на Златибор хвалили богатством борове шуме, говорећи: „Златан је то бор!"; а треће предање, вјероватно најтачније, каже да је то име постало од једне веома ријетке врсте бијелог бора, тзв. златног бора, чије је научно име Pinus Silvestris Variegata Zlatiborica, по сарајевском инжињеру Салиху Омановићу. Златног бора још само има у селу Негбини и стављен је под заштиту државе.
Треба правити разлику између имена планине и назива некадашње административно-територијалне јединице Срез златиборски чије се територије нису морале у потпуности подударати. Садашњи Златиборски округ обухвата знатно ширу област од територије планине Златибор. Малу забуну уноси и туристичко место Златибор које има исти назив као и планина.

## Географија
Златибор је таласаста висораван и припада Динарским планинама. Просјечна надморска висина је око 1.000 m, а највиши врхови су Торник (1.496 m), Бријач (1.440 m), Чигота (1.422 m), Чукер (1.359 m), Коњодер (1.337 m), Љуљаш (1.269 m), Вијогор (1.281 m), Кобиља глава (1.176 m), Градина (1.149 m), Јелова гора (1.147 m), Груда (1.140 m), Црни врх (1.177 m) и др. Највећи врхови се налазе на јужном дијелу Златибора, док се надморска висина све више смањује идући ка сјеверу.
Веће заравњене површине без неких виших узвишења се на Златибору зову пољима. Највећа поља су Бранешко поље код села Бранежаца и Шљивовице, Марково у Мокрој Гори, Расничко у Драглици и Сјенишко у Сјеништима и Рожањско у Рожанству.
Златиборска брда су већином купастог облика, протежу се гребенасто и веома стрмо падају до ријека и потока, одакле се опет дижу, правећи тијесне клисуре.

### Састав златиборског земљишта
Скоро читаво златиборско тло чине серпентини. У Стублу и Семегњеву се налазе наслаге млађег кречњака, а југоисточни дијелови Златибора обилују великим количинама тријаског кречњака. Ту постоји доста ријека понорница и пећина, од којих су највеће Стопића пећина, Раковичка и Мумлава. У потоцима постоје и алувијални наноси, али је то углавном материјал од обурваног серпентина са обала потока, а понегдје и од кречњака. Укупно, на Златибору постоје 142 спелеолошка објекта: 98 пећина и 44 јаме.
Златибор обилује магнезитом, који се експлоатише на неколико мјеста, док је, поред њега, у Чајетини, Семегњеву и Шљивовици пронађен и хром. У Семегњеву су нађене и извјесне количине лимонита и опала, али та количина није утврђена. У Мокрој Гори су пронађене мање залихе никла.

### Воде
Златибор је нагнут ка северу и северозападу, па већина река одлази на ту страну. Сва вода тече у Црно море – Дрином, Ђетињом и Моравицом. Са јужног и централног дијела Златибора, воду у Дрину одводе Увац и Црни Рзав; са сјевера и сјеверозапада, Сушица је носи у Ђетињу; а са истока, Велики Рзав је одводи у Моравицу. Златибор је чувен по пијаћим водама, од којих су неке најбоље у Србији. Најздравије (и најхладније) су Хајдучка чесма и Хајдучица у Муртеници, Зауглине под Чиготом, Јованова вода у Алином Потоку, Дуњића врело у Стублу, Пашића врело у Чајетини, Око, Кулашевац и Ђурковац на Краљевим Водама, Ђуровића чесма на Торнику, Ћировића чесма у Мушветама и Буквића врело у Зови.
Природних језера на Златибору нема. У центру Златибора се налази вјештачко језеро саграђено за туристичке потребе, у Рибници (мање насеље у Јабланици) се налази такође вјештачко језеро са ког се Златибор снабдијева водом, а на Увцу се налази неколико вјештачких језера. На Златибору има и доста минералних извора. Најпознатији су Беле воде у Мокрој Гори, бања Вапа у Рожанству и спомен-чесма на Оку. Вода са златиборских минералних извора је љековита за очна и кожна обољења, а може и да се пије, мада не би требало у великим количинама. На доста места на Златибору се налазе шупља стабла, најчешће букова, укопана у земљу и пуна чисте изворске воде. Ови извори се зову стублине. На њиховом дну се налази ситно камење које филтрира воду.

### Клима
Златибор има субалпску климу. Средња годишња температура на Златибору износи око 7,5 °C. Најхладнији мјесец је јануар, са просјечном температуром од око −2,5 °C, а најтоплији је август, са око 15 °C. Просјечна дневна температура на Златибору износи око 18 °C. Просјечни број сунчаних сати годишње је око 2.000.
Падавине на Златибору варирају од мјеста до мјеста. Просјечна годишња висина падавина на Златибору је око 880 mm, у Љубишу око 990 mm, а у Чајетини око 940 mm, док југоисточни предјели имају нешто више од 1.000 mm. Највише падавина се излучује у мају и октобру, док је најсувљи мјесец март. Кише падају преко цијеле године, град у топлијим периодима (од маја до септембра), а снијег пада од октобра до маја и задржава се у просјеку око сто дана, али се често догађа да падне и изван овог периода. Љетње падавине су у облику јаких пљускова пропраћених грмљавином и изазивају ерозију.
Магле су ријетке, посебно на централном дијелу Златибора, а и кад се појаве, брзо се губе, јер нема већих котлина у којима би се задржале. Међутим, често се догађа да се облаци спусте и захвате планинске врхове више од 1000 m. Влажност ваздуха има, у просјеку, највећу вриједност у 7, а најмању у 14 часова, и никад није мања од 75%.
Најчешћи и најбржи вјетрови на Златибору су они који долазе са југозапада и сјевероистока. Најчешћи и најјачи у току цијеле године је сјевероисточни вјетар, посебно у периоду од октобра до маја. Он у свим годишњим добима снижава температуру ваздуха. Југозападни и јужни вјетрови се обично јављају од јесени до прољећа и доносе релативно топле ваздушне масе, тако да зими ублажују хладноћу, а љети повећавају температуру ваздуха. Златиборска клима је повољна за лијечење бронхијалне астме и других алергијских обољења.

## Златиборска насеља
На Златибору се налази најразвијенији тип разбијеног села. Она заузимају огромне територије, понекад дуге по 5–6 km, а дијеле се на засеоке. Села обично имају више гробаља. Куће су од боровог и храстовог дрвета, зване брвнаре или осаћанке. Прављене су ручним алатом, али веома прецизно, и постављене су на ниску подлогу од камена. Прозори су малих димензија, а врата обавезно имају двоја, на супротним зидовима. У кући се налазе обично двије, мада понегдје и три просторије. Кухиња, са огњиштем на средини, зове се кућа, и у њој нема ни патоса ни тавана. Из кухиње се улази у собу, која је патосирана и затавањена. Поред ових кућа за живљење, једно златиборско домаћинство је обавезно имало још помоћних зграда, нпр. мљекара, штала и др. Најљепши и најочуванији примјерци старих златиборских кућа премјештени су из свих села широм Златибора у Сирогојно, гдје је направљен етно-музеј под ведрим небом.

### Списак насеља
На Златибору постоји пар већих насеља и то:
- Златибор (градско насеље)
- Чајетина
- Сирогојно
- Гостиље
- Шљивовица
- Јабланица
- Љубиш
- Драглица
- Негбина
- Доброселица
- Водице

Села која се налазе на самом Златибору су: Алин Поток, Бела Река (Горња и Доња), Бранешци, Кобиља Глава, Голово, Гостиље, Доброселица, Драглица, Дренова, Жељине, Јабланица, Крива Река, Љубиш, Мушвете, Негбина, Ојковица, Рожанство, Саиновина, Семегњево, Сјеништа, Стубло, Трнава, Шљивовица, Рудинe и др. На обронцима Златибора, тј. на прелазима ка сусједним планинама - Тари, Пониквама, Кукутници и Златару - налазе се села Кремна, Мокра Гора, Мачкат, Јасеново, Кућани, Бурађа и друга.

## Становништво
Већина становника на Златибору су Срби православне вјероисповјести. Говоре српским матерњим језиком, односно његовим источнохерцеговачким дијалектом. Златиборски говор је спор и развучен, али Златиборци говоре веома чисто и течно. Вук Стефановић Караџић је одредио управо златиборски говор (то јест источнохерцеговачки дијалекат) за основу српског књижевног језика. Златиборци воле писменост, још је Јован Цвијић забиљежио да нигдје међу Јужним Словенима нема тако много самоуких него као код Златибораца. Златиборце зову Старовласима, по области у којој живе (Старом Влаху), и Ерама, именом које је донијето из старе постојбине многих златиборских породица, Херцеговине.
Златиборци су познати као људи великих интелектуалних способности. Посједују духовитост и лукавство, које употребљавају више из разоноде, а ређе из користи. Они су увијек успијевали другог да надмудре. Веома често у говору користе пословице и шале.

### Златиборска народна ношња
Златиборска народна ношња је комбинација црногорске и шумадијске. Мушкарци су љети ишли у пртишту, тј. дугачким гаћама и кошуљама од конопље, а понекад у пеленгирима од вуне. Око струка су стављали појас, а преко њега силаје са затакнутим пиштољем и бритвом. На ногама су имали опанке са везеним чарапама до кољена и тозлуцима, тј. тканим камашнама, док су на глави носили шајкачу или шубару. Зими су додавали копоран, а у свечаним приликама облачили су љепше одијело. Жене су носиле широке сукње, по дну извезене срмом и зубуне од бијелог сукна, такође извезене срмом и металним шљокицама.
Златиборски мелос потиче из прапостојбине. Некада је цијела Европа одјекивала оваквим архаичним звуцима, а сада само златиборске народне пјесме. Оне су монотоне и развучене, а Златиборци, кад их пјевају, затисну једно ухо. То су тзв. пјесме из вика. Најомиљенији инструмент Златибораца биле су гусле.

### Миграције становништва
На Златибору је често долазило до помјерања становништва, тако да има мало породица за које се може рећи да су старосједилачке. Неки од најстаријих становника Златибора су: Шишовићи, Џамбићи, Спасенићи и Нинчићи у Чајетини; Бонџулићи, Лучићи, Милосављевићи и Костадиновићи у Шљивовици; Дабићи у Алином Потоку; Ђоковићи, Павловићи, Спасенићи и Радовићи у Сирогојну; Дацовићи у Љубишу; Браловићи у Негбини; Селаковићи у Драглици; Крсмановићи, Шарчевићи и Остојићи у Мокрој Гори; Јанковићи, Селаковићи и Радоњићи у Кремнима; и Дидановићи у Стублу, чији преци су били чивчије манастира Јање у Увцу.
Кроз читав 17. и 18. вијек трајала су појединачна досељавања овог краја, а придошлице су биле породице из Црне Горе, Херцеговине, Босне и Рашке. Поред ових појединачних, било је и неколико масовних досељавања становништва на Златибор. Прво послије Свиштовског мира 1791. године; друго послије ослобођења Златибора од Турака 1807. године; треће и највеће у доба Уставобранитеља, тридесетих и четрдесетих година 19. вијека; а четврти велики талас миграција трајао је у вријеме босанско-херцеговачког устанка од 1875. до 1877. године.

## Биљни и животињски свет
Надморска висина, велике количине падавина и велики број сунчаних сати годишње условили су на Златибору веома бујну вегетацију. Најраспрострањенији екосистем су пашњаци, тј. ливаде (сувати, закоси, луке), на којима расте чак 120 врста најразноврснијих трава, од којих многе имају љековита својства. До 600 m надморске висине заступљене су листопадне врсте (буква, храст, бреза, липа, јасен), а на више од 600 m доминирају четинари (бијели и црни бор, јела, смрча). Познато је да је некада Златибор био сав обрастао шумом. Током Првог светског рата огољен је интензивном сечом, од стране окупатора велики простор планине. Данас има највише ливада, али имена неких данас голих брда говоре да је раније било супротно (Бучје, Честе, Шуматно брдо). Не зна се шта је тачно узрок толиког нестајања шума. Ипак, највјероватније је да је ове шуме у највећој мјери уништио један велики пожар који се догодио око 1800. године.
И животињски свијет је разноврстан. Златибор обилује вуковима, па је њихово годишње истребљивање постало традиција – чувена Златиборска хајка на вука. Медвједа и нема толико много, али се и на њих још понегдје може наићи. Дивља свиња, лисица, зец, куна, јазавац, препелица, јаребица и вјеверица су на Златибору уобичајена појава, па чак и у близини насељених мјеста. Још се само на Златибору могу видјети бјелоглави суп и орао крсташ, врсте на рубу изумирања, како несметано лете небом.
Рибљи свијет је такође богат: пастрмке, младице, кленови, кркуше и тд.

## Туризам
Златибор се налази у самом „средишту“ Србије. Растојање од ове планине до Београда је 230 km, до Новог Сада 300 km – баш колико и до Јадранског мора. Преко Златибора води магистрала од Београда ка приморју, директне аутобуске линије су успостављене са Новим Садом, Београдом, Нишом, Јагодином и другим градовима. Преко Златибора, а дијелом и кроз његов масив, пролази жељезничка пруга Београд—Бар. Златибор је, прије свега, планина изузетне љепоте, пријатне климе, пространих пропланака, бујних пашњака, водом богатих планинских потока. „Ружа вјетрова“ се расцвјетава управо над Златибором. Љета су топла, а зиме благе. Кише падају релативно често, а снијега има од октобра до маја.
Планинска љепотица у југозападном дијелу Србије била је одредиште доконих и богатих још од средине 17. вијека, мјесто привременог боравка оних који су, прије свега, трагали за здрављем, али и за благодјетним миром златиборских падина на којима се очи одмарају, а тијело пуни енергијом. Ипак, прави туризам се развио тек када је на Златибор дошла једна крунисана глава, краљ Србије Александар Обреновић, 1893. године.
У почетку је најинтересантнија била Краљева Вода, мјесто на ком је Његово Краљевско Величанство ручало, али су се убрзо прочули и други златиборски висови: Палисад, Рибница, Око. А онда је, 1905. године, на Златибор, по здравље, дошао још један краљ Србије, Петар I Карађорђевић. Након његовог боравка саграђени су и први велики објекти: хотел „Краљева вода“ – данашњи конгресни центар „Србија“ – вила „Чигота“ и пекара.
Као нова туристичка атракција 11. јануара 2021. године званично је пуштена у рад Голд гондола, и са својих девет километара трасе, преузела титулу најдуже панорамске гондоле на свету. Гондола повезује центар Златибора са скијалиштем Торник. Тренутни капацитет је 800 путника по сату у 72 засебне кабине са по 10 места, а вожња у једном правцу траје 25 минута.
2023. године, Златибор је уврштен на списак 100 најбољих туристичких зелених дестинација из целог света према примерима одрживог развоја.

## Културно-историјски споменици

### Цркве брвнаре
Данас на Златибору постоје четири цркве брвнаре. То су црквице малих димензија којих је некада било више, а данас постоје још само у селима Доброселици, Јабланици Драглици и Кућанима.
Црква брвнара у Доброселици из 1821. године чува иконе Јанка Михаиловића Молера и Алексија Лазовића. Осим Митра Удовичића из села Стубла, имена осталих градитеља нису забиљежена. Сва њена архива и библиотека је уништена за вријеме Првог свјетског рата, само је сачуван мали број књига које се и данас користе. Према легенди, ту цркву је подигао себи за задужбину један хајдук. Турци су је из освете према њему запалили 1809.  године, али ју је изненадна киша спасила. 1821. године је обновљена, заједно са гробљем које је такође основао онај хајдук. Дужина цркве износи 7,60, ширина 5, а висина зида 2,40 m. Црквица је у почетку била покривена шиндром, али је 1938. године, залагањем свештеника Благоја Шишаковића, покривена цријепом, чиме није изгубила свој првобитни изглед. Олтар брвнаре је заокругљен, а иконостас је дрвен и обојен плавом бојом која подражава мермер. На сјеверној спољњој страни у брвну је урезан натпис зидати се 1821, што значи да је тад црква подигнута или обновљена.
Црква брвнара у Драглици из 2017. године чува икону Богородице Млекопитателнице коју је са Атоса 
донео игуман манастира Хиландар Меодије, цркву је на месту Збориште подигао ктитор Страхиња Кутешић предузетник из Италије (Пореклом из Драглице.
Темељи храма су освештани у марту 2017, а сам храм у уторак 6. јуна на празник Свете Тројице, којима је црква и посвећена
Црква брвнара у Кућанима, смештеном на јужним обронцима Златибора и доста удаљеном од свих већих 
саобраћајница, налази се црква посвећена Христовом Вазнесењу. Ова брвнара минијатурних размера (12 m²) подигнута је највероватније у 18. веку, иако се често датује у 18. век због сачуваних царских двери, дела Симеона Лазовића. Изведене у позлаћеном дуборезу и са представама пророка и Благовести, њих је – према сачуваном натпису – сликар приложио „цркви Св. арханђела 1780“. Писани извори помињу две обнове кућанске цркве (1772. и 1832) и нема података о промени њеног патрона, па се не може поуздано тврдити да су Лазовићеве двери намењене храму у којем се данас налазе. Црква брвнара у Пети, засеоку Кућана, најмања је црква брвнара на Златибору. У њој се налазе царске двери Симеона Лазовића из 1780. године. Турци су је запалили током Првог српског устанка, а обновљена је 1832. године. Престала је да опслужује и њен инвентар је пренијет у цркву у Негбини, а у њој су остала само врата од велике историјске и умјетничке вриједности, која су нестала.
Црква брвнара у Доњој Јабланици подигнута је 1838. године, а окружена је мањим дрвеним грађевинама истакнутих породица из села, тзв. собрашицама. Имена градитеља су остала непозната, али изгледа да су то били мјештани, осим једног, који је био са Таре. Дужина црквице је 11, а ширина 5 -m}-. Олтар је заокругљен, док је иконостас сасвим лијепо обликован.
И у другим селима су постојале цркве брвнаре, али су их Турци попалили или су пропале. Постојала је једна на криворијечком гробљу у Церову, чији темељи су се до скоро познавали, а вјерује се да су се овакве цркве налазиле и на мјестима званим црквине, којих има у скоро свим златиборским селима.
Путујући преко Златибора 1826. године, Јоаким Вујић је посјетио цркву у Церову и о томе писао у својој књизи „Путешествије по Сербији": После ручка са попом Туцовићем и мојим момком кренем се одавде, пређем потом Грабовицу, приспем једној малој, од дрвета начињеној цркви, која храм јест свјати пророк Илија. При овој цркви су од 1837. до 1860. године вођени матични протоколи. Кад је 1859. године подигнута црква у Мачкату, у њу је пренијет инвентар из ове црквице.

### Цркве
Цркву у Сирогојну је подигао 1764. године протојереј Георгије Цмиљанић, родом из Љубиша, родоначелник чувене свештеничке лозе Смиљанића, уз помоћ и прилоге парохијана. Чува више вриједних икона, међу којима су и оне које је насликао Симеон Лазовић. Црква у Мачкату из 1859. чува иконе Алексија Лазовића. Црква у Бијелој Ријеци потиче из доба Немањића. У њој се налазе царске двери које је сликао Алексије Лазовић 1817. године.

### Манастири
Манастир Рујно, на сјеверним обронцима Златибора, био је културни и просвјетни центар у 16. вијеку. Налазио се у селу Врутцима, и у њему је радила једна од првих српских штампарија. Од многих штампаних дјела из ове штампарије, сачувано је само једно Четворојеванђеље, али ни оно није цјеловито. Штампао га је самоуки монах Теодосије, и завршио га је 1537. године. Слова су на њему груба и неуједначена и била су направљена од дрвета. Јеванђеље је штампано црном бојом, осим иницијала и почетка Јеванђеља, гдје је употријебљена црвена. После 1537. године, калуђери из манастира Рујна прешли су у манастир Рачу. Највјероватније је да су Турци у другој половини 16. вијека срушили манастир Рујно и његове блокове фино обрађеног црвеног мермера одвукли у Ужице и искористили за изградњу исламске вјерске школе (медресе).
У народној пјесми „Милош у Латинима“, поред осталих немањићких задужбина, помиње се и црква Јања. Ни до данас није тачно утврђено мјесто гдје се налазио овај манастир, мада се помиње више локалитета, као што су, на примјер, Бресква, Ребељ, Сињац и Рутоше, али традиција каже да је то предео Стара Добра у златиборском селу Увцу, поред истоимене ријеке. Ту постоје рушевине које указују да се овдје налазио један од значајнијих манастира немањићке државе. Био је веома богат и посједовао је винограде и пашњаке. Рушевине овог манастира су скоро обновљене и на њиховом мјесту је изграђен манастир Увац.
Манастир Дубрава, такође тек недавно обновљен, био је Јањин метох и једна од многих цркава подигнутих на Увцу ради заштите од босанских јеретика богумила.
Према једном народном предању, и у центру села Гостиља налазио се један средњовјековни манастир, зван Букалиште.

### Етно-село
Музеј „Старо село“ у Сирогојну чува најљепше примјерке златиборских кућа и других грађевина некада потребних за живот. Етно-села су у последње време достигла велику популарност, где велики број градског становништва их обилази и у њима организује одмор и сл.

### Споменици
Спомен-чесме се налазе у Чајетини ("... у спомен на срећно спасење Њ. в. краља Милана у Ивањданском атентату..." и "... у славу бесмртних ратника среза златиборског палих у ратовима за ослобођење и уједињење 1912–1918..."), на Оку (подигнута ратницима од 1912. до 1918. године из села Семегњева, Бранежаца и Шљивовице), и Поповој води (изгинулим ратницима од 1912. до 1918. из села Дријетња, Љубања, Качера, Мачката и Криве Ријеке).
Спомен-плоче изгинулим ратницима за слободу и уједињење од 1912. до 1918. се налазе и у црквама у Љубишу и Белој Реци. Споменичка обиљежја са спомен-плочама борцима Првог и Другог свјетског рата урађена су у Кремнима и Мокрој Гори.
На Шуматном брду се налази спомен-обелиск стријељаним рањеницима на Палисаду децембра 1941. године, а посвећен је и народном хероју Саву Јовановићу Сирогојну и првоборцу Александру Јовановићу Отрову. На Палисаду се налазе два спомен-обиљежја посвећена највећој побједи златиборских партизана над бугарским окупатором 24, 25. и 26. августа 1944. године. Спомен-обелиск је подигнут на иницијативу предсједника Социјалистичке Федеративне Републике Југославије, Јосипа Броза. Намјера је била да се изгради споменик златиборским партизанима који би се видио из свих крајева тадашњих Партизанских Вода. На споменику су уписани стихови Васка Попе: Не дам ово сунца у очима, не дам ово хлеба на длану!
У чајетинском парку постављене су четири спомен-бисте првобораца: Добрила Петровића, Рађена Симовића, Миливоја Јечменице и Александра Јовановића Отрова.

### Стећци
На Златибору постоји доста средњовјековних стећака које су подизали богумили, готово у сваком златиборском селу, иако су многи коришћени као грађевински материјал. Богумиле је Стефан Немања протјерао из Србије, па су се они овдје мало дуже задржали на путу за Босну. Најљепши и највећи стећци (многи стављени под заштиту државе) налазе се у селима Семегњеву (два стећка), Шљивовици (гробље) и Кривој Ријеци (гробље). Ови споменици су у народу познати као грчка, римска или латинска гробља.

## Галерија
- Стопића пећина
- Доброселички пераст
- Водопад Скакавац у Семегњеву
- Водопад Скакавац у Семегњеву
- Водопад Скакавац у Семегњеву
- Водопад Скакавац у Семегњеву
- Водопад Скакавац у Семегњеву
- Водопад Скакавац у Семегњеву
- Зима на Златибору
- Зима на Златибору
- Зима на Златибору